# Waterachtbaan
Een waterachtbaan is een achtbaan die eindigt in een splash. Een waterachtbaan is een combinatie van een achtbaan en een splash (shoot-the-shute), soms hebben ze ook nog een darkridegedeelte. Er bestaan sinds 2016 ook gelanceerde shuttle waterachtbanen. Waterachtbanen zijn moderne achtbanen en hebben vaak een hoog prijskaartje.

## Bouwers en voorbeelden
E&F Miler Industries
- Dive to Atlantis was een waterachtbaan in Mt. Olympus Water & Theme Park (Verenigde Staten).
- Big Timber Log Ride in Enchanted Forest (Verenigde Staten).

Golden Horse
- Escape From Amazon in Dream Land (China). De baan is ruim 360 meter lang en heeft een topsnelheid van 60 km/u.
- Across Amazon in Victory Kingdom (China).
- Surfing Boat in Jinling Happy World (China).

Intamin
- Divertical in Mirabilandia (Italië).

KumbaK Coasters
- De Vliegende Hollander in de Efteling. De baan is ruim 400 meter lang en heeft een topsnelheid van 70 km/u.

MACK
- Atlantica SuperSplash in Europa-Park (Duitsland). De baan is bijna 400 meter lang en heeft een topsnelheid van 80 km/u
- Caribbean Splash in Formosan Aboriginal Culture Village (Taiwan).
- Journey to Atlantis in SeaWorld San Diego.
- Journey to Atlantis in SeaWorld Orlando.
- Journey to Atlantis in Sea World San Antonio.
- Krampus Expédition in Nigloland (Frankrijk).
- Montanha Russa in Aquashow Family Park. (Portugal)
- Poseidon in Europa-Park (Duitsland). De baan is ruim 800 meter lang en heeft een topsnelheid van 70 km/u.
- Skatteøen in Djurs Sommerland. (Denemarken)
- Super Splash in Tusenfryd (Noorwegen).
- SuperSplash in Plopsaland De Panne (België). De baan is ruim 300 meter lang en heeft een topsnelheid van 70 km/u.
- Polar Explorer in Chimelong Ocean Kingdom (China).
- Walrus Splash in Chimelong Ocean Kingdom (China).
- Pulsar in Walibi Belgium. Een gelanceerde shuttle waterachtbaan van het type Power Splash.

Premier Rides
- Vonkaputous in Linnanmäki (Finland). De baan is ruim 300 meter lang en heeft een topsnelheid van 60 km/u.